# Dregen

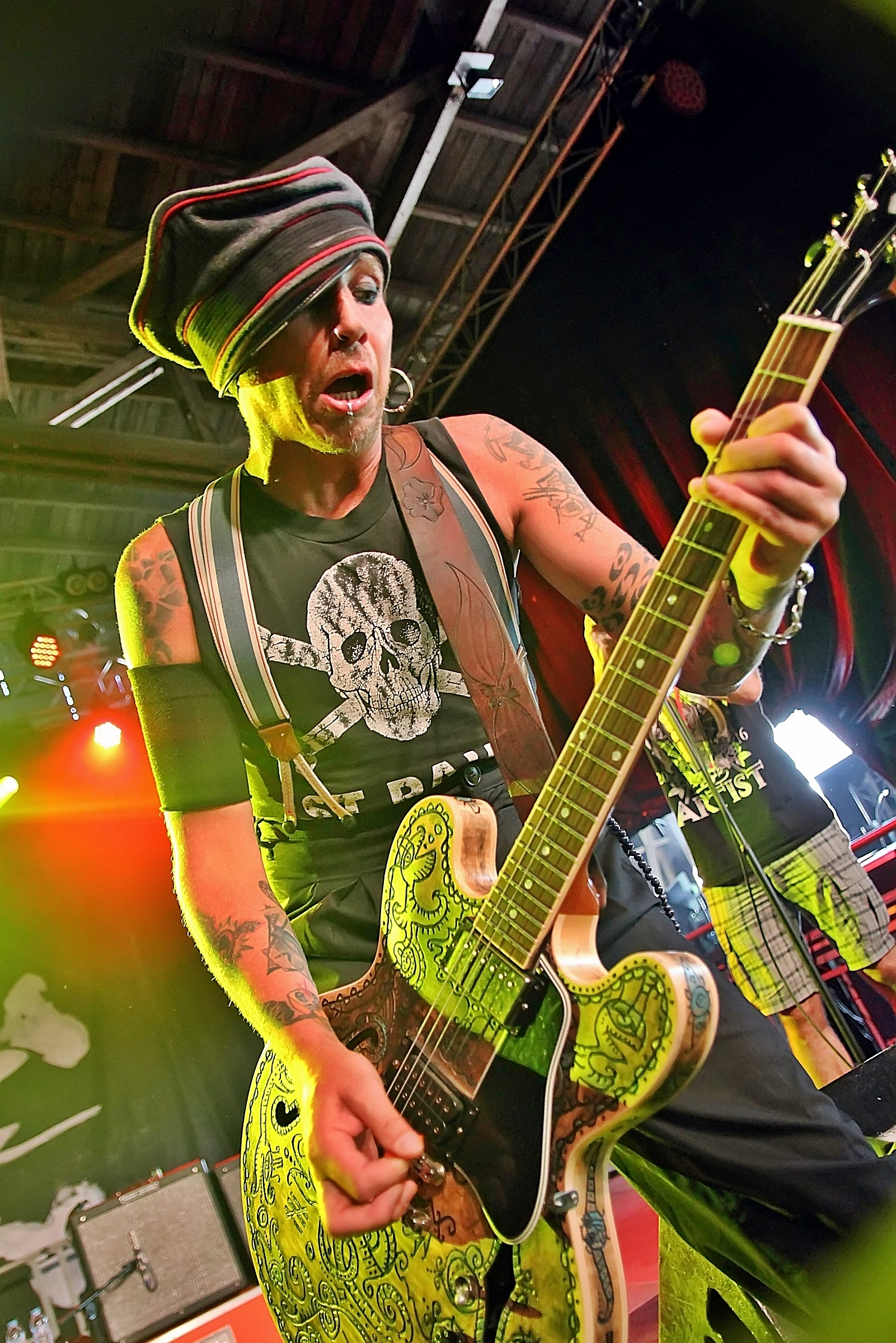
Dregen bei einem Konzert in Pyras 2018

Dregen (* 12. Juni 1973 in Nässjö als Andreas Tyrone Svensson) ist ein schwedischer Gitarrist, Songwriter und Gründungsmitglied der Rockbands Backyard Babies und Hellacopters.

## Biografie

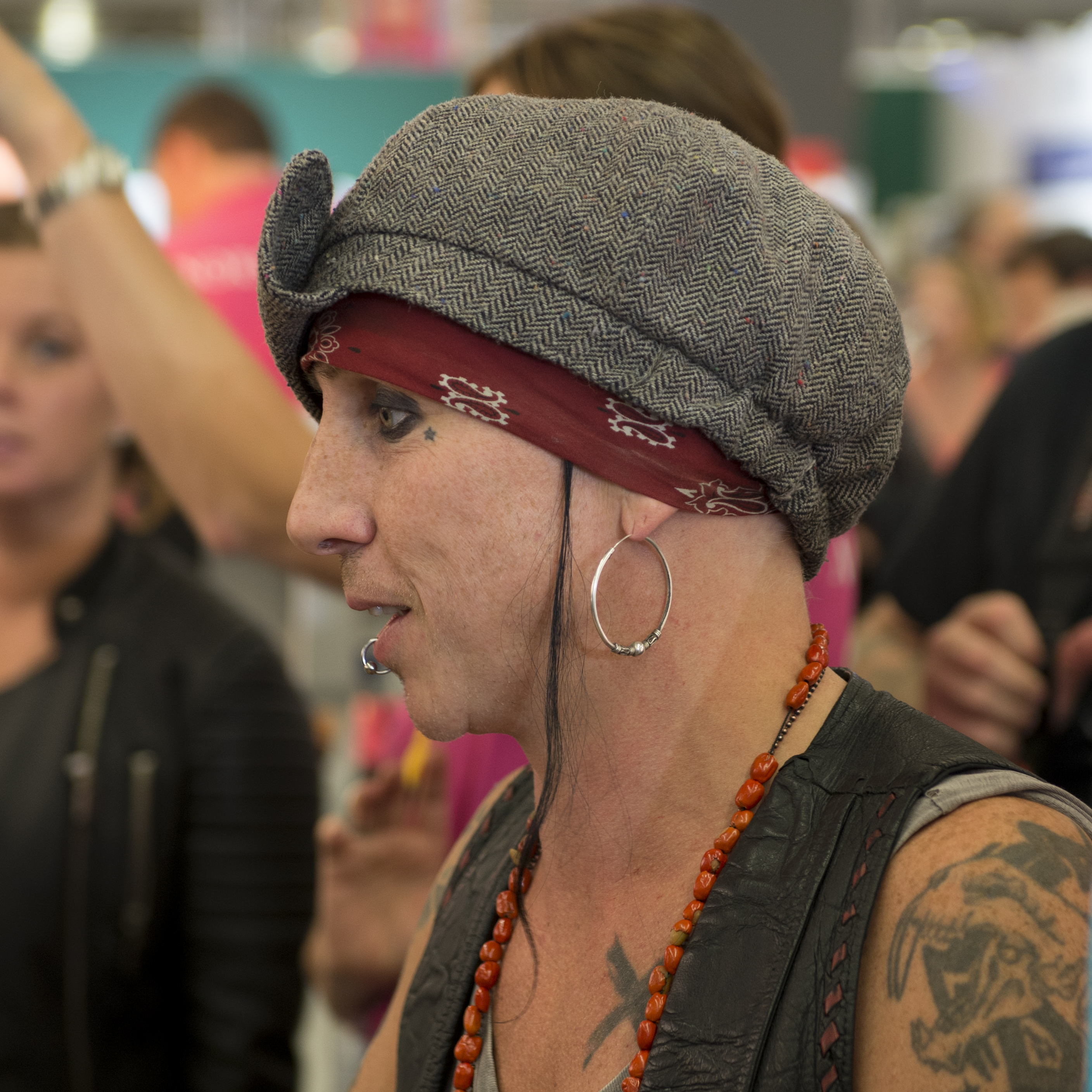
Dregen bei der Göteborger Buchmesse 2013

Aufgrund seiner Leidenschaft für Comics plante er ursprünglich, hauptberuflicher Zeichner zu werden. Jedoch verwehrten ihm seine schlechten Kunstnoten die Aufnahme an einer Kunsthochschule.
So gründete er mit Schulfreunden 1987 die Backyard Babies. Mit den Hellacopters nahm er die Studioalben Supershitty to the Max! und Payin’ the Dues auf, verließ die Band aber 1998 wieder.
1999 war er Mitglied des Supergroup-Projekts Super$hit666 zusammen mit Ginger (The Wildhearts), Nicke Andersson (Hellacopters) und dem schwedischen Produzenten Tomas Skogsberg.
2004 nahm er mit Tyla das Live-Akustik-Album The Poet & The Dragon – Live Somewhere in This World auf, das hauptsächlich Songs der Dogs D’Amour enthält, aber auch zwei Titel der Backyard Babies. Im Oktober desselben Jahres war er erneut Teil einer Supergroup: Als 'Urrke T & The Midlife Crisis' spielte er mit Urrke Thunman (Maryslim, Bizex-B) und Mans P. Mansson (The Maggotts) eine Single mit 3 Punk-Covern.
2005 veröffentlichte er mit dem Projekt Snowracer ein gleichnamiges Album.
Im Oktober 2008 hatte er in Stockholm, beim Abschiedskonzert der Hellacopters, einen Gastauftritt. Er spielte zusammen mit den anderen Bandmitgliedern (Gotta Get Some Action) Now!
2009 heiratete er die schwedische Sängerin Pernilla Andersson und änderte seinen Nachnamen von Svensson zu Dregen. Sie haben einen gemeinsamen Sohn. Am 1. Juni 2015 gaben Dregen und Pernilla ihre Trennung bekannt.
Ab Juni 2011 spielte er Gitarre in der Soloband des Ex-Hanoi-Rocks-Sängers Michael Monroe, da sich die Backyard Babies in einer Schaffenspause befanden. Am 6. März 2014 wurde sein Ausstieg aus Monroes Band bekanntgegeben, da er sich auf seine Solokarriere und auf zukünftige Projekte der Backyard Babies konzentrieren will.
Im September 2013 veröffentlichte er sein erstes Soloalbum Dregen, und darauf folgte eine Europatour, teilweise zusammen mit Imperial State Electric.